# Тандерберд-Бей (Техас)
Тандерберд-Бей (англ. Thunderbird Bay) — переписна місцевість (CDP) в США, в окрузі Браун штату Техас. Населення — 764 особи (2020).

## Географія
Тандерберд-Бей розташований за координатами 31°54′35″ пн. ш. 99°1′15″ зх. д. / 31.90972° пн. ш. 99.02083° зх. д. (31.909633, -99.020798).  За даними Бюро перепису населення США в 2010 році переписна місцевість мала площу 7,61 км², з яких 6,58 км² — суходіл та 1,02 км² — водойми.

## Демографія
Згідно з переписом 2010 року, у переписній місцевості мешкали 663 особи в 320 домогосподарствах у складі 203 родин. Густота населення становила 87 осіб/км².  Було 788 помешкань (104/км²).
Расовий склад населення:
| - 94,4 % — білих - 0,8 % — чорних або афроамериканців - 0,6 % — корінних американців - 0,5 % — азіатів - 1,5 % — осіб інших рас |

До двох чи більше рас належало 2,3 %. Частка іспаномовних становила 4,2 % від усіх жителів.
За віковим діапазоном населення розподілялося таким чином: 13,1 % — особи молодші 18 років, 53,1 % — особи у віці 18—64 років, 33,8 % — особи у віці 65 років та старші. Медіана віку мешканця становила 58,7 року. На 100 осіб жіночої статі у переписній місцевості припадало 102,8 чоловіків;  на 100 жінок у віці від 18 років та старших — 96,6 чоловіків також старших 18 років.
Середній дохід на одне домашнє господарство  становив 46 928 доларів США (медіана — 34 185), а середній дохід на одну сім'ю — 54 586 доларів (медіана — 48 500). За межею бідності перебувало 13,4 % осіб, у тому числі 11,0 % дітей у віці до 18 років та 11,3 % осіб у віці 65 років та старших.
Цивільне працевлаштоване населення становило 156 осіб. Основні галузі зайнятості: освіта, охорона здоров'я та соціальна допомога — 29,5 %, роздрібна торгівля — 13,5 %, публічна адміністрація — 13,5 %.